# 北京新东方外国语学校奸杀案
北京新东方外国语学校奸杀案，媒体也称新东方教室奸杀案、北京昌平新东方杀人案，是2016年5月19日發生在北京市昌平区新东方外国语学校一起奸杀案，犯罪嫌疑人王祎哲（时年17岁）在教室强奸并杀害女同学姚金易（时年16岁）。
2017年6月26日，北京市第一中级人民法院一审认定王祎哲犯故意杀人罪、强奸罪，公开宣判王祎哲无期徒刑，剥夺政治权利终身
2018年12月27日，北京市高级人民法院二审宣判驳回上诉，维持原判。

## 案发经过
2016年5月19日20:48分，李洁正和女儿姚金易通过微信聊天，随后姚金易失联。当晚21:00，姚金易手机显示和某同学通话两次，22:02，王祎哲翻墙离开学校，被监控拍到。
2016年5月20日0:40分，李洁接到学校电话，被告知自己女儿姚金易和王祎哲出去至今未归。校方让李洁放心，称已收到王祎哲短信，短信说姚金易和自己在一起，很安全。李洁随即给女儿打电话，并未拨通。尽管有校方安抚，但李洁还是决定连夜从山东东营开车到北京。
2016年5月20日清晨，受害人姚金易的尸体在该校教学楼601教室被发现。同日，王祎哲向警方投案自首，其承认自己杀害姚金易之后拿走手机并关机，但不承认自己强奸姚金易。随后王祎哲被警方刑事拘留。据王祎哲交代，19日21点左右，其在教室强行和姚金易发生关系后，因为恐惧被告知家长老师，将姚金易扼脖颈致其窒息死亡。

## 审判

### 刑事诉讼
2017年6月26日，北京市第一中级人民法院一审认定王祎哲犯故意杀人罪、强奸罪，公开宣判王祎哲无期徒刑，剥夺政治权利终身。一审判决后，王祎哲提起上诉。
2018年2月8日上午，该案二审在北京市高级人民法院第六法庭开庭。
2018年12月27日上午，北京市高级人民法院二审宣判：驳回上诉，维持原判，该裁定为终审裁定。

### 民事诉讼
刑事审判时，原告李洁表示不想与被告人达成赔偿协议，因为不想拿女儿的生命以金钱来作衡量，只想让被告人获得应有处罚，并当庭明确表示，在刑事审判结束后，会单独提起民事诉讼，得到法庭准许。
2019年10月，李洁向法院递交《民事起诉书》，请求法院判令被告王祎哲以及其母亲承担死亡赔偿金、精神损害赔偿金、丧葬费等共计超过175万元，于10月29日下午3点北京市昌平区人民法院开庭。
2020年9月24日，该案件民事诉讼第二次开庭将于9月27日下午两点在北京昌平区人民法院南口法庭开庭。
2021年5月19日下午，李洁收到法院判决书。判决书显示，法院认定被告王祎哲和吕某霞承担该案90%责任，新东方学校承担10%的责任。鉴于本案中李洁不向新东方学校主张赔偿，法院判决被告吕某霞向李洁书面道歉，赔偿李洁丧葬费、死亡赔偿金、住宿费、交通费、精神损害抚慰金共计1,500,755元。